# 马策
马策（1904年—1978年），字秋心，浙江东阳人，军统局早期元老。军统局少将。

## 生平
黄埔四期步科毕业。军统前身的“十人团”成员。后就读陆军大学将官班甲级第二期毕业。1939年任国民政府军事委员会军令部第二厅三处处长。1942年任财政部缉私署编练处长，1943年7月升任副署长。
1946年1月任国民政府参军处参军。1946年8月任内政部警察总署主任秘书。1948年5月任总统府参军处少将参军。
1949年被俘。1975年12月特赦。1978年初在浙江东阳病故。 